# L'Honneur perdu de Katharina Blum (film)
Pour l'adaptation, voir L'Honneur perdu de Katharina Blum.
Pour plus de détails, voir Fiche technique et Distribution.
L'Honneur perdu de Katharina Blum (Die verlorene Ehre der Katharina Blum oder: Wie Gewalt entstehen und wohin sie führen kann) est un film de Volker Schlöndorff et Margarethe von Trotta d'après le roman éponyme de Heinrich Böll, sorti en 1975.

## Synopsis
Une jeune femme un peu austère accueille chez elle, pour une nuit, un jeune homme dont elle est tombée amoureuse, et qui par ailleurs est un objecteur de conscience recherché par la police pour d'éventuels délits, et qualifiée par cette police de « terroriste ». Le lendemain, la police perquisitionne le logement de la jeune femme, l'arrête et l'interroge, à la recherche de l'homme qu'elle a accueilli temporairement. Un journal à scandale publie une enquête qu'il a soi-disant effectuée sur elle et qui révélerait une vie de débauche. Quelques jours plus tard, le jeune objecteur de conscience est arrêté et la jeune femme libérée, sans qu'aucune charge ne pèse sur elle, mais c'est trop tard, sa vie a basculé aux yeux de ses proches, de son voisinage, de l'opinion publique.

## Fiche technique
- Titre : L'Honneur perdu de Katharina Blum
- Titre original : Die verlorene Ehre der Katharina Blum oder: Wie Gewalt entstehen und wohin sie führen kann (L'honneur perdu de Katharina Blum ou comment la violence naît et où elle peut mener)[1]
- Réalisation : Volker Schlöndorff, Margarethe von Trotta
- Scénario : Volker Schlöndorff, Margarethe von Trotta, d'après le roman de Heinrich Böll, L'Honneur perdu de Katharina Blum[2],[1]
- Musique : Hans Werner Henze
- Photographie : Jost Vacano
- Montage : Peter Przygodda
- Producteurs : Willi Benninger, Eberhard Junkersdorf
- Pays de production : Allemagne de l'Ouest
- Langue : allemand
- Durée : 106 minutes
- Genre cinématographique : Film dramatique
- Dates de sortie : 
  - Allemagne de l'Ouest : 10 octobre 1975
  - France : 31 mars 1976

## Distribution
- Angela Winkler : Katharina Blum
- Mario Adorf : Commissaire Beizmenne
- Dieter Laser : Werner Tötges
- Jürgen Prochnow : Ludwig Götten
- Heinz Bennent : Dr. Hubert Blorna
- Hannelore Hoger : Trude Blorna
- Rolf Becker : Staatsanwalt Hach
- Harald Kuhlmann : Moeding
- Henry van Lyck : 'Scheich' Karl
- Herbert Fux : Weninger
- Regine Lutz : Else Woltersheim
- Werner Eichhorn : Konrad Beiters
- Karl-Heinz Vosgerau : Alois Sträubleder
- Angelika Hillebrecht : Frau Pletzer